# Marcel Jonker
Marcel Jonker (L'Aia, 4 luglio 1976) è un attore, doppiatore, direttore del doppiaggio e traduttore olandese.

## Biografia
Jonker ha studiato alla Maastricht Theatre Academy e all'Accademia per Kleinkunst di Amsterdam. Poco dopo la sua formazione, ha iniziato come doppiatore e copywriter alla radio RVU. 
Jonker è apparso in varie produzioni teatrali e televisive ed è attivo anche come doppiatore. Ha lavorato come paroliere per vari spettacoli teatrali di Ernst Daniël Smid, tra gli altri , come sceneggiatore e come traduttore di varie sceneggiature inglesi e testi di canzoni. 
Ha diretto le versioni fiamminghe di La Bussola d'Oro e Jay Jay The Jetplane e le versioni olandesi di Transformers: Animated , Roary the Racing Car , RubbaDubbers , Space Chimps, Sunshine Barry and the Disco Worms.

## Doppiaggio
- Prof in Animaniacs
- Norm il genio in Due fantagenitori
- Gill Gilliam in SpongeBob
- Re Nettuno in SpongeBob - Il film
- Vincent in La gang del bosco
- Chutzpar in Gravity Falls
- Ryu  e M. Bison in Ralph Spaccatutto
- Kapitein Grime in Anfibia
- Frankeinstein in Hotel Transylvania
- Bernard in Rex - Un cucciolo a palazzo
- Stormtrooper in Ralph spacca Internet
- Massimo Marcovaldo in Luca
- Omni-Man in Invincible
- Bowser in Super Mario Bros. - Il film